# Accipiter castanilius
Lo sparviero pettocastano (Accipiter castanilius Bonaparte, 1853) è un uccello rapace della famiglia degli Accipitridi originario dell'Africa centro-occidentale.

## Descrizione

### Dimensioni
Misura 28–37 cm di lunghezza, per un peso di 115-150 g nel maschio e di 147-200 g nella femmina; l'apertura alare è di 43–58 cm.

### Aspetto
Questo rapace di piccole o medie dimensioni presenta la tipica sagoma degli uccelli del genere Accipiter. È dotato di becco potente, zampe con dita corte, ali molto corte dalle estremità arrotondate e coda relativamente allungata. Gli adulti hanno un piumaggio piuttosto simile, ma la femmina è in media il 12% più grande del maschio e può essere più pesante di oltre il 24%.
Nel maschio adulto, le parti superiori sono blu-nerastre scure, ma le guance e la mantellina presentano una colorazione più grigia. Vi sono tre nitide macchie bianche al centro delle rettrici, che sono vagamente barrate. Le parti inferiori sono bianche, con sottili barre grigie sulla gola e grosse barre castano-rossastre al centro del petto e del ventre. I fianchi e le cosce sono quasi interamente rossastri, ma la zona anale è bianca. L'iride è rossastra.
Il piumaggio della femmina adulta è molto simile, ma le parti superiori sono più bruno-nerastre. Le parti inferiori sono più fortemente barrate e le zone castano-rossastre sono più scure.
Nei giovani le parti superiori sono marroni scure o bruno-nerastre con vaghi margini grigi o rossi sulle piume e sottili strisce bianche sulla nuca. Le tre macchie bianche sulle rettrici sono ridotte alle loro più semplici espressioni, ma la coda è chiaramente barrata. Le parti inferiori variano dal bianco al color crema, con segni marroni al centro della gola e barre di numero molto variabile. Si possono vedere macchie castano-brunastre a forma di gocce o di strisce sul petto e sull'addome. Vi sono larghe barre sui fianchi e barre più sottili sulle cosce rosse.
Gli adulti hanno occhi rossi o bruno-rossastri e cera e zampe gialle. I giovani hanno iride grigio-brunastra e zampe più giallo-verdastre.
Dato il loro aspetto, gli sparvieri pettocastano possono essere confusi con gli astori di Toussenel (Accipiter toussenelii) e gli sparvieri dai calzoni rossi (Accipiter erythronemius).

### Voce
È probabile che gli sparvieri pettocastano siano dei comunicatori molto discreti, o addirittura rimangano silenziosi per buona parte dell'anno. In ogni caso, il loro canto e la loro voce non sono mai stati descritti.

## Biologia
Riguardo alla biologia di questa specie abbiamo a disposizione pochissime informazioni. A quanto pare, gli sparvieri pettocastano vivono da soli o in coppia. Non vi è alcuna descrizione di parate aeree. Gli sparvieri pettocastano sono probabilmente sedentari. Tuttavia, i giovani, dopo aver lasciato il nido, possono talvolta girovagare per lunghe distanze. Alcuni si spostano fino in Uganda, che non è molto lontana dalla frontiera orientale del loro areale abituale nella Repubblica Democratica del Congo.

### Alimentazione
Gli sparvieri pettocastano consumano principalmente piccoli uccelli, in particolare tessitori o altri membri della famiglia dei ploceidi. Alcuni tratti della loro morfologia, vale a dire le lunghe zampe e il loro lungo dito centrale, così come la differenza di dimensioni tra maschio e femmina, sono quasi sempre indicatori indiscutibili di questo tipo di predazione.
Tuttavia, questi rapaci catturano anche giovani volatili da cortile, topi e altri piccoli mammiferi, lucertole, grossi insetti e senza dubbio rane e piccoli serpenti. Molto occasionalmente, mangiano frutta.
Gli sparvieri pettocastano si nascondono tra le chiome degli alberi e utilizzano raramente posatoi esposti. Cacciano alla posta e la maggior parte delle volte cercano di approfittare dell'effetto sorpresa, sbucando all'improvviso dal fogliame per ghermire le prede con le loro lunghe zampe. Penetrano anche nelle foreste in prossimità dei villaggi per impadronirsi dei pulcini che si allontanano dai pollai e seguono le colonne delle formiche scacciatrici, più per catturare gli uccelli o i piccoli mammiferi che di esse si nutrono che per consumare gli insetti stessi.

### Riproduzione
In Gabon, la stagione di nidificazione ha luogo dal mese di gennaio al mese di aprile. Gli sparvieri pettocastano nidificano sugli alberi, ma il loro nido non è ancora stato descritto.

## Distribuzione e habitat
Gli sparvieri pettocastano frequentano principalmente le foreste pluviali e tropicali di pianura, tenendosi generalmente al livello medio degli alberi, a circa 3 metri di altezza dal suolo. Tuttavia, sono in grado di adattarsi anche a frammenti di foresta in corso di rigenerazione che hanno raggiunto un buono stadio di densità. È possibile anche incontrarli nelle zone boschive vicine ai villaggi. Questa specie è presente dal livello del mare fino a circa 750 metri di altitudine.
Gli sparvieri pettocastano vivono in Africa, dove la loro area di distribuzione forma un'ampia banda su entrambi i lati dell'Equatore. In Africa occidentale, il loro territorio copre la Costa d'Avorio, la Liberia e forse si estende verso nord fino alla Sierra Leone e alla Guinea. In Africa centrale, occupa un vasto spazio che va dal sud della Nigeria fino al Ruanda passando per il Gabon, il Congo e gran parte della Repubblica Democratica del Congo. Popolazioni isolate sono presenti nell'enclave di Cabinda.

## Tassonomia
Ne vengono riconosciute ufficialmente due sottospecie:
- A. c. castanilius Bonaparte, 1853, la sottospecie nominale, diffusa in Africa occidentale fino al Gabon e al bacino inferiore del Congo;
- A. c. beniensis Lönnberg, 1917, diffusa nel bacino superiore del Congo, prevalentemente nelle regioni settentrionali e centro-orientali della Repubblica Democratica del Congo.

## Conservazione
Non sono disponibili dati accurati sugli effettivi di questa specie. In Gabon, gli sparvieri pettocastano sono considerati più comuni degli sparvieri bianchi e neri (Accipiter melanoleucus). In Guinea, la loro sopravvivenza è chiaramente messa in discussione dall'abbattimento degli alberi e dagli insediamenti umani. In ogni parte del loro areale, sono gravemente minacciati dalla deforestazione a lungo termine. Secondo BirdLife International, il loro territorio è vicino a 3 milioni di chilometri quadrati. La popolazione globale è in diminuzione, ma la specie continua ad essere classificata come «a rischio minimo» (Least Concern).